# Шур, Фридрих
Фридрих Шур  (нем. Friedrich Schur; 27 января 1856 — 18 марта 1932)— немецкий математик. 

## Биография
Родился 27 января 1856 года в Кротошине (провинция Позен в Пруссии), в принявшей протестантство еврейской семье. В 1875 году начал учиться в университете в Бреслау, затем перешёл в Берлинский университет, где слушал лекции Карла Вейерштрасса, Эрнста Эдуарда Куммера, Леопольда Кронекера и Густава Кирхгофа. После окончания в 1879 году Берлинского университета до 1888 года он работал в Лейпцигском университете (доцентом с 1885 года). 
В 1888—1892 годах был ординарным профессором Дерптского университета. В 1892 году стал профессором начертательной геометрии в техническом университете Ахена, а в 1897 году — в университете Карлсруэ, где в 1904/1905 уч. году был ректором. 
В 1909 году стал профессором Страсбургского университета. После Первой мировой войны французские власти уволили его и в 1919 году он стал профессором в университете Бреслау, где когда-то начинал своё обучение. В 1924 году вышел в отставку.
Фридрих Шур был избран 21 апреля 1902 года членом Леопольдины. В 1912 году за монографию «Основания геометрии» (1909) получил Международную премия имени Н. И. Лобачевского.
Его научные интересы находились в области теории лучевых комплексов и групп преобразований. В геометрии он развивал идеи, высказанные Д. Гильбертом. В 1909 году, следуя идеям Фалеса и Клейна, он разработал систему аксиом геометрии, основанную на рассмотрении движений: в частности, вместо группы аксиом конгруэнтности Гильберта он предложил группу из трёх аксиом движения. Ф. Шур является автором важных работ по римановым пространствам постоянной кривизны; доказал теорему о точечном пространстве кривизны для этих пространств. Он также исследовал представления линейных дробных подстановок. Изучил (1906) фундаментальную проблему индекса (индекс Шура).
Умер в Бреслау 18 марта 1932 года.